# 中部水産
中部水産株式会社（ちゅうぶすいさん、英: CHUBU SUISAN CO., LTD.） は、愛知県名古屋市熱田区川並町にある名古屋市中央卸売市場内に本社を置く水産卸売業者である。名古屋証券取引所メイン市場単独上場銘柄である。

## 概要
1946年（昭和21年）設立の水産卸売業者で飼料の製造や食品加工、冷蔵倉庫業、不動産業などの事業も展開している。
水産卸売事業では中部地区トップシェアを持つほか、中部地区唯一の上場会社でもある。

## 沿革
- 1946年（昭和21年）2月28日 - 名古屋市中村区に「中部水産株式会社」を設立[2]。
- 1947年（昭和22年） 6月 - 名古屋市熱田区に本社を移転[2]。
- 1949年（昭和24年） 
  - 4月 - 名古屋市中央卸売市場荷受会社に移行[2]。
  - 6月 - 肥飼料部を設立[2]。
- 1961年（昭和36年） 8月 - 丸初名古屋海産加工場を買収[2]。
- 1980年（昭和55年）10月 - 日比野冷蔵工場を建設[2]。
- 1984年（昭和59年）11月6日 - 名古屋証券取引所市場第二部に株式を上場[2]。
- 1998年（平成10年）11月 - 市場冷蔵工場を新築[2]。
- 2006年（平成18年） 3月 - 食品加工場を南区へ移転[2]。
- 2017年（平成29年）3月 - 食品加工場を閉鎖[2]。
- 2021年（令和3年）
  - 2月 - MKフード株式会社の全株式を取得し、子会社化[1]。
  - 9月30日 - 飼料工場部門の事業を廃止[2][3]。

## 主要事業所
- 福岡出張所（福岡県中央区）[4]
- 市場冷蔵倉庫（名古屋市熱田区）[4]
- 日比野冷蔵倉庫（名古屋市熱田区）[4]
- 食品加工場（名古屋市南区）[4]（2017年3月閉鎖）
- 飼料工場（愛知県大府市）[4]（2021年9月閉鎖）

## 関連会社
- 名北魚市場株式会社[1]